# Emperador Jingzong de Tang
Emperador Jingzong de Tang (唐敬宗) (809 - 827). Un dels emperadors més joves de la Dinastia Tang (618-907) Va regnar durant menys de quatre anys (824-827), i el poder real estava en mans dels eunucs i els militars de la cort imperial.

## Biografia
De nom personal Li Zhan (李 湛),va néixer el 22 de juliol del 809. Era el fill gran de l'emperador Muzong i germà gran dels futurs emperadors Wenzong i l'emperador Wuzong. La seva mare era la Consort Wang.
L'emperador Jingzong es va convertir en emperador a l'edat de 15 anys i el seu breu regnat seria eclipsat per eunucs corruptes amb control sobre l'exèrcit imperial com Shence (神策軍), que arribaria a dominar el seu govern, així com el del seu germà petit l'emperador Wenzong. Sense cap interès per governar, Jingzong va cedir el poder a eunucs com Wang Shoucheng i funcionaris com Li Fengji.
Quan tenia 17 anys, el 9 de gener del 827, va ser assassinat per un grup de conspiradors. El va succeir Li Han, amb el nom d'emperador Wenzong.